# Nectophrynoides laticeps
Nectophrynoides laticeps är en groddjursart som beskrevs av Channing, Menegon, Salvidio och Akker 2005. Nectophrynoides laticeps ingår i släktet Nectophrynoides och familjen paddor. IUCN kategoriserar arten globalt som starkt hotad. Inga underarter finns listade i Catalogue of Life.